# Ryder Cup 1947
La 7ª edizione della Ryder Cup si tenne al Golf Club di Portland, Oregon, tra il 1 ed il 2 novembre 1947.

## Formato
La Ryder Cup è un torneo match play, in cui ogni singolo incontro vale un punto. Dalla prima edizione fino al 1959, il formato consiste, il primo giorno, in incontri tra otto coppie, quattro per squadra, in "alternate shot" , mentre il secondo in otto singolari, per un totale di 12 punti; di conseguenza, per vincere la coppa sono necessari almeno 6½ punti. Tutti gli incontri sono giocati su un massimo di 36 buche.

## Squadre
Stati Uniti
- Ben Hogan — capitano
- Ed Oliver
- Sam Snead
- Byron Nelson
- Lew Worsham
- Lloyd Mangrum
- Jimmy Demaret
- Herman Barron
- E. J. Harrison
- Herman Keiser

 Regno Unito
- Henry Cotton — capitano
- Fred Daly
- Jimmy Adams
- Dai Rees
- Arthur Lees
- Charlie Ward
- Max Faulkner
- Sam King

## Risultati

### Incontri 4 vs 4 del sabato
| Regno Unito (bandiera) | Risultati | Stati Uniti (bandiera) |
| ---------------------- | --------- | ---------------------- |
| Cotton/Lees            | 10 & 8    | Oliver/Worsham         |
| Daly/Ward              | 6 & 5     | Snead/Mangrum          |
| Adams/Faulkner         | 2 up      | Hogan/Demaret          |
| Rees/King              | 2 & 1     | Nelson/Barron          |
| 0                      | Sessione  | 4                      |
| 0                      | Totale    | 4                      |

### Singolari della domenica
| Regno Unito (bandiera) | Risultati | Stati Uniti (bandiera) |
| ---------------------- | --------- | ---------------------- |
| Fred Daly              | 5 & 4     | E. J. Harrison         |
| Jimmy Adams            | 3 & 2     | Lew Worsham            |
| Max Faulkner           | 6 & 5     | Lloyd Mangrum          |
| Charlie Ward           | 4 & 3     | Ed Oliver              |
| Arthur Lees            | 2 & 1     | Byron Nelson           |
| Henry Cotton           | 5 & 4     | Sam Snead              |
| Dai Rees               | 3 & 2     | Jimmy Demaret          |
| Sam King               | 4 & 3     | Herman Keiser          |
| 1                      | Sessione  | 7                      |
| 1                      | Totale    | 11                     |